# Aplidium argus
Aplidium argus är en sjöpungsart som först beskrevs av Milne-Edwards 1841.  Aplidium argus ingår i släktet Aplidium och familjen klumpsjöpungar. Inga underarter finns listade i Catalogue of Life.